# 곤도 히로시
곤도 히로시(일본어: 権藤 博, 1938년 12월 2일~)는 일본의 전 프로 야구 선수이자 야구 지도자, 야구 해설가·평론가이다. 사가현 도스시 출신이며 현역 시절 포지션은 투수, 내야수였다.

## 개요
현역 시절 ‘곤도, 곤도, 비, 곤도’(権藤、権藤、雨、権藤)라는 유행어가 생길 정도로 매일 같이 등판하는 선수로도 유명했고 신인으로서는 역대 최다승인 35승을 기록했지만 가혹한 등판으로 인해 어깨 부상을 당하는 등 현역 생활을 오래하지 못했다. 현역 은퇴 후 주니치 드래건스, 긴테쓰 버펄로스, 후쿠오카 다이에 호크스, 요코하마 베이스타스에서 투수 코치를 역임하는 등 수많은 투수들을 길러냈다. 1998년부터 2000년까지 요코하마 감독을 3년 간 맡으면서 취임 1년째에 팀을 38년 만에 센트럴 리그 우승과 일본 시리즈 우승을 이끌었다.

## 인물

### 프로 입단 전
사가 현립 도스 고등학교 시절엔 내야수였지만 투수의 부재로 인해 투수로 전향했다. 1956년 하계 고시엔 사가현 예선(전국 고등학교 야구 선수권 사가 대회) 준결승에 진출했지만 사가 상업고등학교에게 패했다. 고시엔 대회에 출전하지는 못했지만 그 활약상을 인정받아 프로 구단인 니시테쓰 라이온스로부터 입단 권유를 받았지만 거절하고 이후 브리지스톤 타이어에 테스트를 통해서 합격했다. 니시테쓰의 입단 테스트에서 미하라 오사무 감독과 가와사키 도쿠지 등이 지켜보는 앞에서 던졌다는 것이 자신감을 얻었고 브리지스톤의 입단 테스트에서는 아무도 방망이에 스치지 않았다고 한다. 브리지스톤으로부터 먼저 합격 통지가 도착했다는 점과 당시엔 아직 체중이 62kg으로 몸이 가늘었다는 이유로 니시테쓰의 권유를 거절하고 졸업 후 1957년에 입사했다. 이 회사의 구루메 공장 용도과에 배속돼 오전 8시 10분에 업무를 시작하고 16시 10분에 업무가 종료되는 일과시간 와중인 14시 경에 올라가서 야구부에 들어가 연습했다. 당시의 후쿠오카는 사회인 야구가 번성했고 인접한 닛테쓰 광업 후타세와 도요 고압 오무타, 기타큐슈 지구에는 야하타 제철, 모지 철도국 등 전국에 이름을 떨치는 명문팀이 즐비했지만 브리지스톤은 동호회 성격이 짙은 팀으로 연습은 개개인의 자율성에 맡겨져 있었다. 곤도는 체력 만들기에 힘써 복근, 등근육에 러닝, 구장 근처에 있는 지쿠고강변을 매일같이 달렸다. 몸이 점차 강해지고 공의 속도도 빨라졌지만 신체 능력은 뛰어나 다른 분야에서도 좋은 평가를 받고 있었다. 오다 미키오가 “어떻게 하든 곤도를 도쿄 올림픽에 나가게 할 수 없을까, 올림픽에 나가면 금메달은 확실하다”라고 한숨을 내쉬었다고 한다. 도쿄 올림픽을 위해서 육상 경기 400m 허들 선수로 전향해달라고 요청을 했다는 에피소드가 있다. 3년째인 1959년에는 브리지스톤 전용 구장에 닛폰 석유와 닛폰 통운, 릿쿄 대학 등이 와서 시합을 벌였지만 이들 타자들을 상대로 거의 얻어맞지 않았다. 상대했던 투수로는 1957년에 개최된 제3회 세계 야구 대회에서 일본팀의 우승에 기여한 호리모토 리쓰오도 있었지만 불펜 뒤에서 호리모토의 투구 연습을 지켜보고 있던 입사 동기이자 배터리를 함께 구성한 쓰쓰미다 다다오가 ‘곤도가 더 대단한 공이야’라고 말해주었다.
1960년 제31회 도시 대항 야구 대회에서 닛테쓰 광업 후타세의 보강 선수로 출전해 2경기에 등판하여 호투했다. 11회에 1점을 내주며 힘이 빠졌지만, 그 후 기타큐슈 대표가 된 닛테쓰 광업 후타세의 보강 선수로서 출전했다. 2경기에 등판하여 도스 고등학교의 1년 선배인 이노우에 마모루(훗날 한큐 브레이브스에서 활약)를 구원해 호투했다. 총 7이닝을 무실점으로 막아내고, 같은 해 닛테쓰 광업 후타세 감독에서 물러난 노닌 와타루가 주니치 드래건스 2군 감독을 맡으면서 노닌의 요구로 주니치가 곤도를 영입할 움직임을 보였다. 곤도는 주니치 외에도 여러 구단으로부터 입단 제의가 있었지만 최종적으로 ‘계약금은 어느 구단보다 높게 준다’고 말한 요미우리 자이언츠의 입단 제의를 거절하고 1961년 주니치에 입단했다.

### 프로 야구 선수 시절
스기시타 시게루가 착용했던 등번호 20번을 이어받아 같은 해 시범 경기에서 28.1이닝을 던져 1자책점(평균 자책점 0.31)의 성적을 남겼고 1군 감독이었던 노닌에게서 “올해는 너를 축으로 한다”라는 명령을 받았다. 프로 1년차부터 팀의 에이스로서 활약했고 구원도 해냈다. 그해 전체 팀 경기수 130경기의 절반 이상에 해당하는 69경기에 등판하여 그중 선발 등판은 44경기였다. 35승 19패, 투구 이닝 429.1이닝, 탈삼진 310개, 평균 자책점 1.70을 기록하는 등 사와무라 에이지상과 센트럴 리그 신인왕을 동시에 수상했다. 반면 나가시마 시게오와는 상대하기가 껄끄러울 정도로 성적이 좋지 않았는데 탈삼진 없이 타율 0.448로 부진했다. 또한 429와 1/3 투구 이닝은 1950년 양대 리그제 시행 이후 종전 최고 기록이었던 1957년 아키야마 노보루(다이요)의 406이닝을 23과 1/3이닝을 넘는 일본 프로 야구 단일 시즌 역대 최고 기록이며 2020년 시즌 종료 시점에도 이 기록은 깨지지 않았다(단일 리그제 시대를 포함한 역대 13위).
연투에 연투를 거듭하면서 곤도를 지칭하는 ‘곤도, 곤도, 비, 곤도’(権藤、権藤、雨、権藤, 비가 오지 않는 날은 매일 곤도가 던졌다)라는 유행어도 생겼다. 이 말이 생겨난 계기는 당시 요미우리 자이언츠 투수인 호리모토 리쓰오가 “주니치의 투수는 곤도밖에 없는 건가. 이러다간 망가지겠다. ‘곤도, 비, 여행(이동일), 곤도, 비, 곤도’잖아”라고 기자에게 말했던 것이라고 한다. 1961년 7월 4일부터는 ‘비·완봉·비·이동일·완투·비·이동일·선발(5이닝 동안 던짐)·비·비·이동일·선발(5이닝 동안 던짐)’로, 이 유행어에 근접한 12일간을 소화했던 적도 있다.
2년째인 1962년에는 슬라이더를 구사해서 39경기에 선발 등판한 경기를 포함하여 61경기에 등판, 30승 17패, 362.1이닝, 탈삼진 212, 평균 자책점 2.33의 성적을 남기는 등 2년 연속 다승왕 타이틀을 차지했다. 가혹한 등판에 더해 당시의 잘못된 트레이닝과 재활 치료 방법(투구 직후에 어깨를 따뜻하게 데웠다)으로 인해 어깨를 다쳐서 프로 3년차인 1963년부터는 구위가 떨어질 정도의 투구로 시즌 10승 밖에 올리지 못했고 1964년엔 6승에 그치는 등 컨디션 난조로 부진을 겪었다.
1965년 개막을 앞두고 당시 감독인 니시자와 미치오로부터 야수 전향과 관련된 이야기를 건네 받은 당시의 곤도는 프로 1년째의 성공 체험이 방해돼서 주변의 조언을 제대로 받아들일 수가 없었다. 니시자와로부터 강한 리스트를 살린 타격의 가능성을 평가하여 야수로 전향하라는 권유를 받아들였다. 내야수로 전향하여 그 해엔 이토 다쓰히코 등과 주전 3루수 자리를 놓고 경쟁해 81경기에 출전했다. 1966년에는 시즌 개막부터 2번 타자 겸 유격수로 기용됐지만 타격 부진이 계속됐다. 1967년에는 주로 3루수로서 80경기에 선발 출전했고, 센트럴 리그 최다 희생타를 기록했다. 마침내 타격을 제대로 알게 됐다고 느껴졌지만 이 3년 간 니시자와의 기대에 부응할 정도의 뚜렷한 결과를 남기지 못했다고 한다. 1968년 스프링 캠프가 시작되기도 전에 니시자와가 감독직에서 물러났고 후임엔 스기시타 시게루가 감독으로 취임하게 됐는데 곤도가 내야수로서 보통 수준의 던지는 모습을 지켜본 스기시타는 팀 투수진이 약화된 것도 있어서 “역시 넌 투수다. 다시 한번 던져 보지 않겠나”라며 불펜에서 투수 연습을 재개했다. 하지만 투수로서 던지기 시작한 순간 아무런 문제가 없었던 오른쪽 어깨에 통증을 느끼기 시작했다. 그해 4월 27일 히로시마전(마쓰야마)에서 승리 투수가 됐지만 이것이 자신으로서의 마지막 승리였다. 그해 스프링 캠프 종반에 2군 선수들과 함께 나고야로 돌아가라는 내용의 통보가 와서 데뷔 9년째에 처음으로 이 시점에서 은퇴를 결심했다. 투수 시절 혹사될 정도의 체험은 본인 뿐만 아니라 야구계에도 큰 반향을 불러 일으켰고 현역 시절에 투수 코치를 역임했던 곤도 사다오는 ‘투수 분업제’를 제안하는 등 훗날 일본 프로 야구에 커다란 영향을 주었다. 곤도 자신은 훗날 연투에 연투가 이어졌던 신인 시절을 회상하며 “그 무렵, 또 하나의 내가 있었던 것 같다는 느낌이 들었고 나 스스로도 대단하다고 생각했다”라고 말했다.
현역 시절에 배터리를 구성했던 기마타 다쓰히코는 자신의 저서에서 유연하고 탄력적인 다리나 허리를 이용한 폼에서, 아마 150km를 넘는 직구를 던지고 있었다고 기술했다. 또, 그 솟는 느낌이 들 정도의 속구는 사와무라 에이지와 맞붙은 마쓰키 겐지로로부터 ‘사와무라에 가장 가까운 투수’로 평가했다. 곤도는 이에 대해 “저 때는 터무니 없이 던졌을 뿐 지금은 통하지 않는다. 나는 그것으로 인해 어깨가 망가졌고 투수의 통증을 알고 있었다”라고 말했다.

### 그 후

#### 주니치 코치 시절
은퇴 후 구단으로부터 1군 매니저로 맡아달라는 제의가 있었지만 고사했다. 이것은 자신의 성격에서 팀에 대동한다면 선수에게 코치를 해버려서 현직에 있는 코치에 대한 월권행위가 된다고 판단했기 때문이다. 주니치에서 퇴단한 후 말을 걸어주었던 곳은 현지 방송국인 도카이 라디오에서 프로 야구 해설자(1969년~1972년)를 맡는 것이었는데 보수는 1경기 당 성과별로 받는 것이었다. 여유 자금이 없었던 것은 아니지만 경제적으로 가장 어려운 시기였다. 야구 해설하는 일은 월 2~3회였고, 그 때문에 시간이 남아서 가까운 지인과 골프를 치는 등 한 달에 절반은 골프 코스로 나가게 됐다. ‘곤도는 프로 골퍼가 되고 싶은 거냐’라는 말을 들었지만 그럴 마음은 없었다고 밝혔다. 던롭 스포츠의 경영자였던 아이바 요시로에게서 “어슬렁거리며 놀고만 있으면 안 된다”라는 지적을 받고 “야구 해설하는 일을 하는 것도 좋다. 우리 회사에서 일해달라”며 도움의 손길을 내밀어 브리지스톤에서 근무한 이래 두 번째의 직장 생활이 시작됐다. 나고야 시내에 있는 회사에서 전표를 쓰고, 백화점 등에서는 재고 정리 작업을 하고, 야구 해설이 있는 날에는 오후부터 야구장에 나갔다. 자기도 모르는 사이에 바른 길을 벗어나려던 자신을 제자리로 이끌어 준 아이바 사장은 야구를 제대로 하게 만들어 준 은인이라고 말했다.
그 후 감독인 요나미네 가나메로부터 초빙을 받고 주니치에 복귀하여 2군 투수 코치(1973년~1980년), 1군 투수 코치(1981년~1983년)를 맡아 1974년과 1982년 팀의 센트럴 리그 우승에 기여했다. 주니치의 투수 코치로 있으면서 가쿠 겐지, 미야코 유지로 등을 지도하는 것 외에 1982년에는 우시지마 가즈히코를 마무리로 전향시켰는데 이는 곤도 감독과 함께 “선발로 나서게 되면 밋밋한 공이 나온다. 하지만 승부처에선 멋진 공을 던진다. 마무리로 가장 적합하다”라는 이유를 들어 우시지마는 마무리로서 7승 4패 17세이브의 좋은 성적을 남겼다.

#### 긴테쓰 코치 시절
주니치를 퇴단한 후 후지 TV·도카이 TV·도카이 라디오 야구 해설자·주니치 스포츠 야구 평론가(1984년~1987년)를 거쳐 1988년부터 오기 아키라 감독의 주선으로 긴테쓰 버펄로스의 1군 투수 코치로 부임했다. 오기와는 현역 시절부터 친분이 있어왔고 오기와 곤도를 코치 시절에 지도한 쓰보우치 미치노리가 오기와 면담했을 때 곤도를 추천했다.
긴테쓰 코치 시절에는 지지부진하고 있던 야마사키 신타로를 선발 로테이션에 투입, 가토 데쓰로를 재생시키고 요시이 마사토를 마무리 투수로 발탁시켰다. 그해 6월에 리처드 데이비스가 대마초를 불법으로 소지한 혐의로 긴급 체포되는 사건이 일어났고, 곤도는 본직이 아니었지만 옛 지인이 주니치 구단 관계자에게 랄프 브라이언트에 대해서 확인했는데 외국인 선수 보유 제한 관계로 당분간은 1군에서의 출전 기회는 없다고 밝혔다. 곧바로 오기 감독에게 전달해 나카니시 후토시 수석 코치와 함께 니시노미야 구장에서 웨스턴 리그인 주니치전을 시찰했는데 브라이언트의 스윙은 거칠지만 매우 빠르다는 인상을 남겼다. 긴테쓰 구단은 주니치에 현금 트레이드를 신청해 영입이 결정됐다. 긴테쓰 코치 1년째는 전년도 리그 최하위였던 팀 평균 자책점(4.22)이 리그 2위에 해당되는 3.23으로 개선시켰다.
1989년에도 팀 평균 자책점 2위를 기록하여 리그 우승에 기여했지만 오기 감독과의 타협점을 잡지 못하고 갈등을 겪는 등 위약금 1,300만 엔을 지불하고 그 해를 끝으로 코치직에서 물러났다.

#### 다이에 코치 시절
1990년에는 도카이 TV 야구 해설자, 닛칸 스포츠 야구 평론가를 맡고 있었지만 같은 해 여름에는 후쿠오카 다이에 호크스로부터 투수 코치를 맡아달라는 요청이 들어왔었고 같은 해 오프에는 재차 다이에로부터 투수 코치를 맡아달라는 요청을 받았다. 이 무렵에는 친정팀 주니치로부터 투수 코치를 맡아달라는 요청이 왔었다. 같은 해 여름에 다이에로부터 요청이 있었던 것과 구단 프런트에 들어간 스기우라 다다시가 난카이 감독 시절에 코치로서 와달라는 권유를 받으면서 선약이 있던 긴테쓰를 우선했기 때문에 생활의 거점을 둔 나고야의 팀인데도 불구하고 먼저 코치직을 요청한 다이에를 선택하게 됐다.
1991년부터 1993년까지 다이에 1군 투수 코치를 맡는 동안 팀 평균 자책점을 5.56에서 4.22로 낮추는 등의 투수진을 개선시켰는데도 불구하고 팀 평균 자책점이 리그 최하위에서 벗어나지 못할 정도의 침체를 겪었다. 무라타 가쓰요시, 모토하라 마사하루를 지도한 것 외에 이케다 지카후사를 마무리 투수로 기용했고 다이에 코치 3년째엔 네모토 리쿠오가 감독이 되면서 즉시 시모야나기 쓰요시의 기용을 제안하여 오랜 기간동안 시모야나기의 기초를 만들었다.

#### 요코하마 코치·감독 시절
다이에 코치직에서 물러난 후에는 후지 TV·도카이 TV·도카이 라디오 야구 해설자, 주니치 스포츠 야구 평론가(1994년~1996년)를 거쳐 1997년에는 같은 후지 TV 계열에서 해설자로 활동했던 요코하마 베이스타스 감독 오야 아키히코로부터 초빙되는 형태로 요코하마의 1군 배터리 수석 코치로 부임했다. 1997년 시즌 초반의 요코하마는 부진에 시달리고 있었지만 젊은 선수들로 교체해서 중간 계투진의 성장하는 모습이 눈에 띄었는데 팀 평균 자책점은 전년도 최하위였던 4.67에서 3.70으로 개선시키는 등 오랜 과제였던 투수진 정비하는 데에 성공해 팀을 2위로 끌어올리는 데에 기여했다. 또한 이 무렵에 후쿠모리 가즈오를 발견하고 도카노 히사시, 요코야마 유키야 등 젊은 투수들이 두각을 드러냈다.
1997년 시즌 종료 후 오야가 감독직을 내려놓으면서 구단은 모리 마사아키에게 감독을 맡아달라는 요청을 했지만 정작 모리가 고사하는 바람에 차기 감독이 정해지지 않은 상황에서 잠정적으로 지휘를 맡고 있던 곤도가 이듬해 1998년 시즌부터 요코하마의 감독으로 부임하게 됐다. 취임 당시에는 나이가 59세였는데, 감독 첫 취임 시의 연령으로서는 역대 최고령 기록이었다. 곤도는 감독 취임 후 2군 코치를 맡고 있던 야마시타 다이스케를 1군에 불러들여 수석 코치로 배치 전환했다. 트레이드에서는 긴테쓰 시절의 제자인 아와노 히데유키를 요미우리로부터 영입한 것을 비롯해 하루 도시오가 프로 야구 탈세 사건에 연루되면서 출장 정지 처분을 받은 여파로 나카네 히토시를 모리타 고키와의 트레이드로 영입했다. 부임 1년 만에 팀의 전신 다이요 웨일스 시절이던 1960년 이후 38년 만에 센트럴 리그 우승을 이끌었고 일본 시리즈에서도 세이부 라이온스를 4승 2패로 눌러 1960년 이후 38년 만에 일본 시리즈 정상에 올라섰다.
구단 사상 첫 리그 연패를 목표로 맞이한 2년째인 1999년에는 머신건 타선이 맹위를 떨쳐, 팀 타율 0.294라는 당시의 NPB 기록을 경신했고 1408안타, 711득점이라는 경이적인 숫자를 남겼다. 특히 로버트 로즈가 수위 타자 및 타점왕을 석권했지만 투수진의 경우 팀 평균 자책점은 전년도 3.49(리그 2위)에서 4.44(리그 5위)로 나빠지면서 팀은 우승 경쟁에 관계없이 리그 3위에 그쳤다. 곤도는 1999년 시즌에서 치열한 우승 경쟁하는 모습에 대해 “저렇게까지 혹사시키면 오히려 투수가 망가진다. 그게 바로 우승의 피로라고 생각한다. 투수가 망가져서. 우승을 위해 투입되는 에너지가 엄청나다. 물론 황금 시대의 세이부처럼 워낙 강했던 팀은 예외일 수 있다. 그 정도의 실력이면 상황이 다를 수도 있다. 사사키도 결국 팔꿈치 이상으로 수술을 받았다”고 말했다.
3년 째인 2000년에는 사사키가 FA를 통해 시애틀 매리너스로 이적하는 한편 지바 롯데 마린스에서 트레이드로 고미야마 사토루가 입단했다. 그해 시즌 팀 평균 자책점은 3.92로 나아졌지만 팀 득점은 576득점(리그 4위)으로 작년보다 낮아져 팀은 리그 3위에 그쳤다. 시즌 종료 후 계약 만료로 퇴단했다. 같은 해 긴조 다쓰히코가 수위 타자와 신인왕을 차지했고 기즈카 아쓰시가 7승 18세이브의 성적을 올리는 등 투타의 새로운 전력들이 두각을 나타냈지만 두 자릿수 승리는 시즌 11승을 거둔 미우라 다이스케만 제외하고 선발 투수진이 기대에 못 미친 결과를 남겼다.

#### 요코하마 감독 퇴임 후
요코하마 감독직에서 물러난 이후에는 도카이 TV(2009년~2011년), 도카이 라디오(2001년~2011년), 스포츠 호치(2001년~2008년) 야구 평론가로서 활동하고 있었다. 이 기간에 2002년부터 요미우리 1군 투수 코치로 들어갈 예정이었지만 자신과 친분이 있는 나가시마 시게오가 2001년 시즌 종료 후 감독에서 물러난 것에 따라 무산됐다. 그 외의 여러 구단으로부터 코치를 맡아달라는 제의가 공식, 비공식적으로 있었다고 한다.
현역 시절 동료이기도 한 다카기 모리미치가 주니치의 감독으로 복귀한 2012년에는 1군 투수 코치로 부임했다. 일본 프로 야구 구단의 현역 감독과 코치로서 최고령이 되는 73세에 12년 만에 현장에 복귀하게 됐는데 수석 코치격으로서 다카기 감독을 지원했다. 복귀 이후에는 신인과 젊은 투수들의 적극적인 기용과 그때까지 선발 요원이었던 야마이 다이스케의 구원(셋업맨→마무리)으로의 전향 등을 통해서 팀의 센트럴 리그 2위와 6년 연속 센트럴 리그 클라이맥스 시리즈 진출에 기여했다. 시즌 종반에 에이스였던 요시미 가즈키가 부상으로 출전이 불가능하게 됐고 나카타 겐이치, 엔옐버트 소토도 등판 자체가 불가능한 상황에 몰린 적도 있었다. 남은 선발 투수는 시즌 10승을 기록했던 야마우치 소마를 제외하면 4승의 오노 유다이, 3승의 가와카미 겐신, 야마모토 마사, 1승의 이토 준키라는 상황으로 요미우리에게 3연승 기록해서 추월했다. 그러나 구단 측은 클라이맥스 시리즈 파이널 스테이지 상대인 요미우리에게 패한 직후(2012년 10월 24일)에 곤도의 퇴단을 공식 발표하면서 1년 만에 코치직에서 물러났다.
2013년부터는 도카이 TV와 도카이 라디오의 야구 해설자로 복귀함과 동시에 닛칸 스포츠의 야구 평론가도 맡고 있다. 2016년에는 ‘사무라이 재팬 평가전 - 일본 vs 중화 타이베이’의 일본 대표팀 투수 코치로 부임했다. 2017년에는 제4회 월드 베이스볼 클래식 일본 대표팀 투수 코치를 맡았다.
2019년에는 다쓰나미 가즈요시와 함께 일본 야구 전당에 헌액됐다.
2024년 10월 26일, 요코하마 스타디움에서 개최된 요코하마 DeNA 베이스타스 대 후쿠오카 소프트뱅크 호크스의 일본 시리즈 1차전 시구자로 나서며 후배들을 격려했다.

## 지도자로서의 평판
미국 플로리다 교육 리그에서 코치 수업을 받았던 경험에서 선수를 어른으로 취급하는 ‘Don't over teach’(너무 가르치지 않는다·지나친 말을 하지 않는다)라는 용병술과 지도 지침이 기본에 있었다. 선수의 감성과 자주성을 존중한, 얼핏보면 방임주의적인 스타일은 당시 언론에서도 화제가 됐다. 곤도 자신은 이 스타일을 방임주의가 아닌 ‘분방주의’라고 표현했다. 선수의 자주성을 존중하면서 팀 승리로 이끄는 지도자로서의 수완은 당시 각 언론에서도 화제를 불러 일으켰고 야구계 내부에서도 높은 평가를 받았다.
“지금 야구는 마무리에서 8할이 정해진다”, “마무리 투수는 4번 타자에 해당한다. 선발진의 세 기둥보다 격상”과 같은 지론을 펼쳤다.
위에서 말한 현장 복귀로의 길을 열어준 아이바 사장과 요나미네 감독 두 사람을 은인으로 꼽았다.

### 코치로서
‘투구폼은 그 투수의 주장’이라는 게 지론이어서 폼에 대해서는 거의 간섭하지도 않았다. 코치로서 폼 교정을 한 것은 미야코 유지로뿐이었다고 한다. 긴테쓰 코치 시절에 자신을 지도했던 가토 데쓰로는 곤도의 지도력에 대해서 다음과 같이 말했다.

당시 투수진은 모두 곤도를 사모하고 있었습니다. 나의 야구 인생에서 은사라고 부를 수 있는 사람이 있다면 그것은 오직 곤도 밖에 없습니다. 현역 시절에 잦은 등판으로 어깨를 다친 경험이 있으므로 투수의 입장에서 이해하고 생각해 주는 사람이었습니다.
 — 가토 데쓰로
역시 긴테쓰 코치 시절 곤도에게서 지도를 받았던 요시이 마사토는 가장 영향을 받았던 존경하는 코치로 곤도를 꼽으며 “이때 당시 투수 코치였던 곤도 코치와의 만났던 것도 컸다. 그 이전까진 벤치에 있던 감독과 코치진들을 의식하면서 던지고 있었지만 ‘안타나 홈런을 맞게되면 내 탓’이라고 듣는게 일상이었다. 그러다가 마운드에 용기를 갖고 던질 수 있게 된 건 이 때부터였다”라고 말했다.
주니치의 투수였던 히라누마 사다하루는 “프로에 들어가서 처음으로 만난 곤도 히로시의 임펙트는 굉장했다. 투수 코치인데도 감독 같았다. 처음만나고 잠깐 동안은 얼굴을 마주치는 것만으로도 몸상태가 나빠졌다. 하지만 성장하기 위한 노하우 등을 만들어 주셨다”라고 말했다.
볼카운트 2스트라이크 노 볼부터 명백한 볼을 던져 대결을 피하는 것에 대해 ‘투수가 유리한 상황인데 왜 고의적으로 피하는가’라면서 3구 승부를 하지 않는 배터리가 많은 사실에 쓴소리를 했다.
2020년대에 들어서자 완전히 야구계에 정착한 선발 투수의 6일 간격 로테이션에 대해서는 2022년 동영상에서 ‘말도 안돼’, ‘40대에도 공을 던지는 선수를 위해(있다)’라고 부정하고 있어 “대체로 투수의 어깨는 이틀 간격이면 회복되고, 사흘 간격을 두면 충분히 정상화된다. 컨디션을 끌어올리기 위해 하루 더 둔다면 4일 간격이면 충분하다”고 주장했다. 그 대신 1시즌이나 그 이후를 고려하여 1경기 등판 원칙을 100구, 최대 120구로 투구수를 제한해야 한다고 덧붙였다.

#### 감독과의 대립
코치로서는 직언을 잘해서 가령 상사(감독)라고 해도 잘못됐다고 생각되는 언동에는 철저히 반론을 제기하는 스타일이며 “‘감독 따위에게 질 수 있을까’라고 생각하며 일하고 있었다. 감독에게 얕보는 듯한 코치라면 어쩔 수 없다. 그래서 최대한 자신을 내보낸다”라고 훗날 밝혔다. 긴테쓰 코치 시절에는 오기 아키라와, 다이에 코치 시절에는 다부치 고이치, 주니치 코치 시절에는 다카기 모리미치와의 불화설도 나돌았는데 특히 다카기 감독과의 대립은 언론에서도 자주 거론된다.
긴테쓰 코치 시절에 곤도는 투수의 육성, 심리적인 컨디션 측면에서 전략으로서 중간 계투 등을 빈번하게 기용한 오기의 투수 기용에 이의를 제기하고 있었다. 한편의 오기는 자신의 저서에서 코치는 감독이 아니고 투수의 이익 대표도 아니라는 점에서 곤도의 자세를 “코치라는 직분, 위치를 분별하지 못했었다”라고 비판했다.
주니치 코치 시절(2012년)에는 다카기 감독(당시)과 투수 기용 등에서의 의견이 서로 대립된 적도 있었고 또한 당시의 다카기는 기자들 앞에서나 팀 내부에서 자기 팀 선수를 지목해서 혹독하게 비판 또는 질타하는 일이 많아질 정도였는데 그것에 대해 “감싸줄려고 하는 자기 팀에게 화를 낼 만큼 힘든 일은 없다. 몇 십년이나 코치를 해도 화를 내서 선수가 좋아진 적은 없다”, “언론 앞에서 선수의 욕을 하지 마라”, “맞고 안 맞는 것은 코치의 책임이며 이기고 진 것은 감독의 책임”이라고 비유한 적도 있었다. 자신의 저서에서 “프로 야구계에 오랫동안 종사해온 나는 코치 시절에 최악의 화내는 방법을 알았다. 남들 앞에서 화를 내는 것은 최악의 화내는 방식이다. 다른 사람들 앞에서 혼나고 기뻐하는 사람은 없을 것이다. 본인에게 있어서는 남들 앞에서 혼나는 건 부끄러운 일 외에 아무 것도 아니니까 그 일로 인하여 자존심에 상처를 입을 것이다”라고 기술했다. 그런 한편으로 2012년 시즌 종료 후 퇴단을 앞두고 “다카기 감독에 대한 응어리는 없다”라고 말했다.
에나쓰 유타카는 곤도에 대해서 다음과 같이 높게 평가했다.

명감독은 많아도 명코치는 적다. 그 중에서 타격 쪽의 명코치는 나카니시 후토시이고 투구 쪽의 명코치는 곤도이다.
 — 에나쓰 유타카
또한 에나쓰는 2012년 클라이맥스 시리즈 요미우리와의 경기에서 계투책을 높게 칭찬하면서 곤도가 주니치를 퇴단한 것에 대해서 아쉬움을 드러냈다. 도요다 야스미쓰도 역시 곤도와 다카기의 대립을 “서로의 직무를 다하려 한 마음에서 비롯된 싸움이었다. 이렇게 에너지 가득한 팀과 맞붙는 것은 오히려 싫은 일이다”이라고 평가하면서 곤도의 퇴단을 안타까워했다. 주니치에서 퇴단한 것을 1989년에 긴테쓰 퇴단 당시와 겹쳐서 보는 견해, 그 중에서도 2012년 클라이맥스 시리즈와 1989년 일본 시리즈의 모두 투수 기용을 둘러싼 감독과의 대립이 퇴단의 결정적 계기로 작용했다고 보여지고 있다.

### 감독으로서
다이요, 요코하마, DeNA의 역대 감독 중에서는 유일하게 감독 재임 중에 모두 A클래스(1위~3위)에서 시즌을 끝낸 감독이다.
코치로서 곤도 사다오, 오기 아키라, 다부치 고이치, 네모토 리쿠오 등 여러 감독을 거쳐서 맡아왔던 경험으로부터 ‘내가 감독이 된다면 이것만은 하지 말아야 한다’라고 생각했던 것이 몇 가지가 있어서 감독 취임 자체는 당황스럽지 않았다고 했다. 요코하마 감독 시절에는 “나더러 ‘감독님’이라고 부르지 말아라!”(オレのことを『監督』と呼ぶな!)라는 독특한 방침을 내세워, 스스로를 ‘곤도 상’(権藤さん)이라고 부르도록 지시했다. 이것은 감독직에서 물러난 이후를 내다봄과 동시에 직함을 버리는 것으로 부하들과의 격의를 없애려는 목적에서였다. 이 룰은 선수와 코칭 스태프 일동 뿐만 아니라 취재진에게도 적용됐는데 이를 어겼을 경우엔 벌금 1,000엔을 내게돼 있었다. 실제로 곤도에게 ‘감독님!’이라고 불렀던 다니시게 모토노부는 곤도가 안 들리는 척 하자, 이를 알아채지 못하고 재차 ‘감독님!’이라고 불렀다가 곤도는 “어 그래, 자네는 벌금 2,000엔!”하고 말하는 통에 아연실색케 했다고 말했다.
또한 야간 훈련을 강제로 하지 않고 각 선수들의 자율성에 맡겼다. 또한 선수 전원을 모이게 하는 미팅은 기본적으로 하지 않았으며 실시하더라도 ‘여러분은 프로이니까 프로답게 해 주십시오’라는 등의 말 한마디로 끝내는 경우가 많았다. 그 대신에 그라운드 등에서 선수들과 커뮤니케이션을 취했다고 한다.
감독으로 부임한 지 얼마 되지 않았을 때 코치진에게 “선수들이 연습하기 좋은 환경을 조성하고 연습하는 모습을 잘 관찰해 주었으면 한다. 단, 선수들이 조언을 구할 때까지 기술적인 지도는 하지 않아도 된다”라고 말했는데 이에 대해 당시 곤도 밑에서 코치로 활동했던 야마시타 다이스케는 자신의 저서에서 다음과 같은 견해를 밝혔다.

프로가 될 선수들은 당연히 그만한 자질을 갖추고 있다. 더군다나 1군 선수가 되면 기술뿐만 아니라 야구에 대한 생각도 확실히 가지고 있다. 물론 프로에 입문한 지 얼마 되지 않았거나 부상 또는 부진에 시달리는 선수에게 조언을 구한다면 이를 적절히 지도할 필요가 있다고 본다. 하지만 그렇지 않은 선수에게 코치가 ‘이것도 아니고 저것도 아니다’라고 말하면 오히려 혼란을 초래할 수 있다. 곤도 감독이 철저하게 ‘아무것도 하지 않는다’는 것은 선수 한 사람 한 사람을 최대한 인정하고 존중하는 것이라고 생각한다. 즉, 아무것도 하지 않음으로써 선수의 자율성을 끌어낸 것이다. 당시의 베이스타스에는 개성이 강한 야수와 투수가 많았고, 선수들끼리 서로 자극을 주고받으며 경쟁하는 분위기였다. 결코 사이가 좋은 편은 아니었지만 팀이 같은 방향을 바라보며 하나로 뭉쳐 있었다. 리그 우승과 일본 시리즈 우승을 동시에 이룰 수 있었던 것도 말이 아닌 태도로 선수 개개인을 존중하고 자율성을 독려한 곤도 감독의 생각에 의한 덕분이라고 본다.
 — 야마시타 다이스케
곤도가 감독직을 맡고 있는 동안 큰 활약을 펼쳤던 로버트 로즈는 곤도를 ‘최고의 보스’라고 존경했다. 로즈는 거의 해마다 자기를 대체할 외국인 선수를 영입하거나 연봉 협상을 꺼리는 요코하마 프런트 측에 불만을 품고 은퇴까지도 고려했다. 곤도는 1999년 여름에 구단측 통역이 아니라 영어를 할 줄 아는 자신의 딸만 대동한 상태에서 로즈와 1대 1로 허심탄회하게 이야기를 나누었다. 그 결과 로즈는 “곤도가 감독으로 있는 동안에는 은퇴를 생각하지 않겠다”고 결심했고 곤도에 대한 전폭적인 신뢰를 바탕으로 대활약의 발판을 만들었다. 곤도는 “로즈가 이렇게 말했더라. ‘이 팀이라면 누가 감독을 맡아도 이길 수 있다. 다만 감독이 아무것도 하지 않았다면’이라고. 그것은 나에 대한 최고의 칭찬이었다. 말없이 선수에게 맡겨줬다고. 나는 노무라한테서 ‘아무것도 하지 않은 무능한 감독’이라는 비판을 들었지만 아무것도 하지 않아도 이길 수 있다라는 로즈의 말은 노무라에 대한 비아냥이기도 했다”라고 말했다.
좌우명은 ‘Kill or be Killed(죽이거나 내가 죽거나)’인데 요코하마 감독 시절에 개막전 벤치에 들어간 투수 전원에게 이 문장을 새겨넣은 싸인볼을 건네줬다고 한다.
덕아웃에서 지휘할 때 벤치에 앉아있지 못하고 일어선 채로 턱이나 뺨에 손바닥을 대는 모습이 중계 카메라에 자주 잡힌 적도 있었다. 이 스타일은 곤도의 트레이드 마크가 됐고 당시 스포츠 신문이나 주간지의 풍자 만화에 소재로 자주 등장하곤 했다. 코치 시절에도 똑같은 포즈를 취하는 경우가 많다.
1998년 일본 시리즈에서는 상대팀인 세이부 라이온스의 감독이 이전부터 친분이 있는 히가시오 오사무였기 때문에 일본 시리즈 직전에 공개적으로 회식을 가졌다. 거기서 비공식이라고는 해도 예고 선발을 약속했다. 그라운드 밖에서의 탐색이나 설전, 밀고 당기기를 배제하고 선수들의 힘과 기술의 승부를 만끽하겠다는 의미였다. 일본 시리즈가 끝난 후 스포츠 전문지 《Sports Graphic Number》에서 히가시오와의 대담을 가졌는데 일본 시리즈 종료 이후부터 몇 주 후에 감독끼리 대담을 가진 것은 매우 드문 일이다.
사이토 다카시는 “곤도 감독과의 만남이 없었다면 지금의 나는 존재하지 않았을지도 모른다. 지도자로서의 역량은 단지 그것에 그치지 않는다. 투수로서 아직 그다지 높은 수준이 아니었던 나에게도 매우 이해하기 쉬우면서도 긍정적인 말로 지도해 주셨다. 쇼와의 지도자들 중에서는 매우 드문 유형이다. 감독으로서 투수의 투구 수나 이닝 수 관리라는 스타일을 당시부터 도입했다. 아직 지금처럼 데이터 관리가 보편화 되지 않았던 시대, 애널리스트는 같은 존재 자체도 없었던 시절의 이야기다. 이런 에피소드들은 극히 일부에 지나지 않는다. 곤도 감독의 투수 이론은 지금 시대에도 충분히 통용될 수 있을 것이다. 오히려 지금의 투수들에게도 꼭 필요한 사고방식과 철학이라고 생각한다”라고 말했다.

#### 용병술의 특징
‘(자신은) 8할은 피칭 코치’라고 공언하여 경기에서도 벤치에서 볼배합의 사인을 내주는 것 외에도 스스로 마운드에 나가 투수에게 지시를 내리거나 투수 교체를 실행하고 있었다. 곤도 밑에서 2000년에 1군 투수 코치를 지낸 엔도 가즈히코는 “나는 투수 코치 보좌(적인 입장)라고 인식하고 있었다”라고 술회했다. 한편 공격면에서의 작전 진행은 수석 코치인 야마시타 다이스케나 타격 코치 다카기 요시카즈에게 거의 일임했고 타자와 주자에게 보내는 사인도 최소한으로 누르고 선수 개개인의 판단에 맡겼다. 야마시타는 곤도에게 ‘공격에서 고민이 생기면 섣불리 움직이지 말고 아무것도 하지 않는 것이 좋다’라고 조언하여 ‘그 말을 그냥 그대로 받아들인 것은 아니겠지만 아무것도 하지 않는 것을 철저히 해서 사인은 거의 내지 않았다’, ‘(1998년에는) 단 한 번도 번트 사인을 내지 않았다. 그 해는 치고달리기 사인도 한 번도 내지 않았다’라고 말했다. 그러나 사인을 너무 주지 않았기 때문에 최하위로 침체를 겪었던 2000년 전반에는 선수가 주도해서 소집한 미팅에서 사인을 좀 더 내달라는 요구를 받았다고 한다.
자신이 현역 시절의 체험을 통해 ‘투수의 어깨는 소모품’(投手の肩は消耗品)이라는 게 그의 지론이다. 요코하마의 감독으로 부임한 1998년에는 마무리 투수인 사사키 가즈히로를 부동의 중심으로 하고 구원 투수에도 ‘중간 계투 로테이션’을 확립해 연투로 인한 혹사를 힘껏 피하게 하였다. 이에 대해 다니시게는 “기본적으로 3연투는 시키지 않고 있다고 생각한다. 이틀 던지면 다음날은 꼭 쉰다. 팀을 ‘블랙 기업’으로 시키지 않았다. 더 나아가 이길만한 경기에서 쓸 수 있는 중간 계투를 양손으로 나누었는데 오른쪽이라면 이가라시 히데키, 시마다 나오야가 있고 왼쪽은 아와노 히데유키, 모리나카 마사오 등이 있다. 거기서 로테이션을 짜면서 같은 날에 이가라시와 시마다를 기용하지 않았다. 그리고 만반의 준비를 한 다음 선발이 7회까지 버텨주면 경기가 편안하게 전개된다. 극단적으로 말하면 8회에 세 명이라도 해볼만하니까…. 곤도는 감독 시절에 ‘나는 투수 코치다’라고 말했었고 투수진을 이끌어가는 것은 역시 대단하다고 말할 수 밖에 없었다”라고 말했다. 다만 다이에 코치 시절에 시모야나기 쓰요시에게만은 예외로 취급했으며 제구력을 길러주기 위해 매일 같이 연습과 경기에 등판시켰다. 당시 감독이었던 네모토 리쿠오가 시모야나기 자신의 몸의 강인함, 사회인 시절부터 행해왔던 연습의 질과 양을 파악하고 있었기 때문에 네모토에게서 ‘저 녀석은 무너지지 않는다’라고 타일렀기 때문이다.
‘보내기 번트라는 것은 일부러 적에게 아웃을 가져다 바치는 세상이라도 너무나 어처구니없는 작전이다’, ‘감독으로서는 일관해서 희생타의 필요성을 부정해 왔다’라고 말하기도 했는데 실제로 몇몇 제한된 경우에서만 보내기 번트를 사용하지 않았다. 이 때문인지 요코하마 감독 재임 당시의 팀 희생타 개수는 3년 간 모두 리그 최소 기록을 나타냈다. 소위 ‘머니볼 이론’으로 말하는 것과 유사하여 ‘투수의 어깨는 소모품’, ‘중간 계투 로테이션’이라는 지론 등에서도 메이저 리그에서 볼 수 있는 사상과 통하는 것이었다. 다만 경기 종반에 1점을 다투는 상황에서의 보내기 번트까지는 부정하지 않고 팀이 우승 경쟁을 하고 있는 동안엔 100경기를 넘긴 근방부터는 감독은 ‘승리를 위해서라면 무엇을 해도 괜찮다’라는 생각도 갖고 있었다. 요코하마가 우승했던 1998년에는 9월 후반 경부터 보내기 번트, 세이브가 연결되지 않는 상황에서도 사사키를 기용하는 경우도 볼 수 있었다.
‘심판은 절대적’이라는 원칙을 준수하고 판정에 이의를 제기하는 일이 거의 없었다. 오카다 이사오에 의하면, 어느 날 경기에서 스트라이크·볼의 판정으로 옥신각신하다가 선수에게 떠밀려 항의하러 갔지만 심판 앞에 서서는 “선수들 앞에서 아무도 말하지 않을 수가 없으니 사적인 얘기를 좀 해도 될까? 조금 시간을 달라”고 하면서 사적인 얘기를 시작하다가 ‘고맙습니다’라고 말하고는 벤치로 돌아왔다고 한다. 또 1998년 8월 7일 히로시마전에서는 스즈키 다카노리가 때린 홈런성 타구를 2루타 판정이 나왔는데 곤도는 덕아웃에서 나와 심판에게 한마디 확인하고 다시 덕아웃으로 내려갔다. 이것은 선수들로부터 ‘경기에선 늘 싸우라고 하면서 정작 자기는 싸우지 않는 건가?’라는 불신감을 받아 곤도는 다음날에 “모두에게 싸우라고 말해 왔다. 그렇게 말해놓고 나는 어젯밤 심판과 싸우지 않았다. 미안하다, 앞으로 조심하겠다”고 선수들에게 사과했다. 그 말대로 다음 날 경기에서 하루 도시오가 수비 방해를 당했을 때 덕아웃에서 뛰쳐나와 심판에게 언성을 높이며 5분 간에 걸쳐 항의했다.
이러한 곤도의 방침은 취임 2년째 이후 팀내에서의 알력을 낳기 시작했고 특히 야수진과는 거의 모두 코치에게 일임한 적도 있어서인지 야수진과는 의사소통이 원만하게 이루어지지 않았다. 특히 멤버 고정이 이루어지지 않았던 취임 3년째인 2000년에는 팀 성적 부진을 계기로 내분이 순식간에 표면화됐다. 그 상징적인 사건이 취임 3년째인 2000년 6월 18일에 열린 히로시마 도요 카프와의 경기(12차전)에서 곤도는 히로시마의 우완 투수 나단 민치에 대응하여 좌타자인 고마다 노리히로를 대신해 우타자인 나카네 히토시를 대타로 내보냈다. 나카네를 대타로 내보낸 것에 자존심에 상처를 입은 고마다는 격분하여 경기 중임에도 불구하고 돌연 자신의 집으로 귀가하는 사건이 일어났다. 이 사건이 일어나기 전부터 고마다는 곤도의 지휘관으로서의 지침에 불만을 느끼고 있었던 것도 이 사건의 원인으로 꼽았다(고마다 노리히로 문서를 참조). 더욱이 고마다는 2000년 시즌 끝으로 현역에서 은퇴했다. 한편 곤도 자신도 당시 오호리 다카시 구단 사장과는 형제처럼 지내는 밀월 사이였지만 다른 프런트나 이시이 다쿠로 등 일부 주력 선수들과의 갈등이 연이어 일어나면서 그 해를 마지막으로 계약 만료에 의한 퇴임을 피할 수 없게 됐다. 더욱이 고마다는 “곤도 감독은 일부 아끼는 선수들만 교감하고 있어서 거기에 위기감을 느낀 선수회장 이시이 다쿠로 등의 재촉으로 자신이 팀의 현상이나 곤도 감독의 방침에 쓴소리를 했는데 그 후엔 말도 못 붙이게 됐다”라는 취지의 발언을 했다. 또한 ‘무단 귀가’라는 것도 잘못 알려져 있어서 “야마시타 다이스케 수석 코치가 나에 대해서 무척 걱정했는지 ‘2천 개라는 목표가 있잖아. 오늘은 돌아가도 좋으니까 (다음 경기 장소인) 진구 구장에는 꼭 와달라’라고 말해주었다. 신문에 ‘무단 귀가’라는 표현을 사용했지만 야마시타 코치의 발언이 있으니까, 무단은 절대 아니었다”라고 말했다.

#### 노무라 가쓰야와의 대립
감독으로서의 곤도는 ‘무엇보다 야구는 선수가 하는 것, 감독은 선수 개개인의 생각이나 재능을 자유롭게 발휘할 수 있는 환경을 만들 뿐’이라는 철학을 관철했다. 팀의 센트럴 리그 우승을 이루고 헹가래 받은 직후에 가진 히어로 인터뷰에서 한두마디만으로 끝내고 그 후의 개별 인터뷰에서도 ‘주역은 선수니까’라고 출연을 고사하는 등 팬이나 취재진 앞에서 선수들보다 눈에 띠는 언동도 삼가고 있었다. 이에 대해 같은 시기에 야쿠르트 스왈로스와 한신 타이거스의 감독이자 ‘야구는 감독의 지휘여하로 승패가 갈린다’, ‘감독이란 직책은 홍보도 겸하고 있다’라는 지론을 전개했던 노무라 가쓰야는 곤도의 지휘 스타일이나 머신건 타선을 ‘제멋대로이고 무례할 정도의 예의가 없는 야구’라고 평가절하해 곤도나 요코하마 선수의 인격에 관한 부분까지 공공연하게 비판을 가했다. 1998년에 정규 시즌 우승 매직 ‘3’을 남긴 요코하마는 10월 3일부터 10월 6일까지 홈구장인 요코하마 스타디움에서 야쿠르트와의 4연전을 맞이했다. 이 4연전 이전의 요코하마는 앞에서 말한 인연에서 곤도가 ‘ID야구따윈 필요없다’라고 선수들을 독려하고 있었던 적도 있어서 야쿠르트와의 경기에서는 특히 투지를 불태우며 싸워서 크게 이긴 적이 많았다. 연고지인 요코하마의 헹가래에 대한 기대는 최고조에 달했지만 노무라는 “부임 1년째인 곤도에게 간단하게 우승을 시켜서는 안된다”라고 투쟁심을 드러내 당시 호조를 보였던 가와사키 겐지로, 이시이 가즈히사, 이토 도모히토 등을 연달아 누르고 3연승을 기록해 자신의 눈앞에서의 헹가래를 하는 것만은 저지했다.
한편 곤도 자신도 “그라운드위에서 박보장기 따위는 보고 싶지도 않습니다”라며 은근히 노무라를 비하했다.
노무라는 자신의 저서에서 곤도를 ‘전형적인 투수 유형의 성격’, ‘감독이 되고 나서도 호쾌한 야구를 좋아한다’, ‘술꾼’ 등에서 ‘나와는 모두 대조적인 야구인이다’라고 밝혔다.
무엇보다 노무라가 도호쿠 라쿠텐 골든이글스의 감독에 취임했을 때 《슈칸 포스트》의 ‘위협구 좌담회’에서 에모토 다케노리와 히가시오 오사무가 노무라의 감독 취임에 부정적인 의견을 내놓았던 것에 대해 곤도는 “라쿠텐의 선수들은 야구를 너무 모르다. 이런 때에 노무라로부터 야구를 제대로 배우는 편이 좋다”고 말했고 2020년에 노무라가 사망했을 때에는 “노무라의 대단함은 인재를 파악하는 안목이 있다. 남이 하지 않는 일을 하는 아이디어맨이자 대단한 야구인”이라고 말해 노무라의 감독적 수완에 대해서 높이 평가했다.

## 에피소드
- 같은 규슈 출신의 간판 투수인 이나오 가즈히사를 존경했고 투구 폼에서 평상시의 걸음걸이까지 이나오를 모방한다는 본보기였는데[4][91] 사회인 야구팀(브리지스톤 타이어) 시절에 연습이라고 하면 오로지 이나오의 투구 폼을 흉내 내는 것이었다. 크게 휘두르고, 중심발의 오른발이 발끝으로 서게 될 정도로 뻗어 던지는 폼은 이나오와 꼭 닮았고 곤도는 중심발의 뒤꿈치 올리는 방법을 익히기 위해 따로 1시간에 걸쳐 연습하고 있었다. 또 약간 고개를 기울여 약간 고개를 숙이고 달리는 부분도 곧잘 따라했다고 한다.[93]

- 가네다 마사이치의 NPB 400승의 가치에 대해서는 우승을 다퉜어도 던지지 않았다(400승의 약 90%에 해당하는 353승을 약소 구단이었던 고쿠테쓰 시절에 올렸다)는 점에서 부정했다.[94]

- 젊은 세대에 대해서는 스가노 도모유키, 오타니 쇼헤이, 후지나미 신타로의 재능을 ‘격이 다르다’고 평가했고 특히 후지나미에 대해서는 ‘타협할 게 아니다’는 취지로 평가하여 거친 공도 용인할 의사를 시사했다. 동시에 한신 시절 후지나미의 기용법 등 오락가락한 취급에 대해 한신을 비판하면서 ‘트레이드로 내는 것이 좋지 않았겠느냐?’, ‘저기(한신)로는 무리잖아’라고 한신이라는 팀은 후지나미를 육성하는 팀이 아니라고 혹평했다(2022년 시즌 중 시점).[95]

- 어린 시절 아버지를 일찍 여의고 어머니의 밑에서 자랐다.[96] 프로 입단 이후 급여의 절반은 고향에 계신 어머니에게 보냈다고 한다.[96]

- 럭비에 조예가 깊어 자신과 친분이 있는 모리 시게타카와의 텔레비전에서 대담했을 때에는 해박한 지식을 보였다.

- 취미가 골프인데 현역에서 은퇴한 이후에는 한때 골프와 관련된 업종에 종사했던 적도 있었다. 프로 골퍼로부터의 권유도 있었지만 거절했다.[97] 장타에서 72세로 헤드 스피드 48m/s를 기록했다.[98]

- 에모토 다케노리와 시모야나기 쓰요시에 의하면 맥주를 많이 마실 정도의 주당이라고 한다.[99]

## 상세 정보

### 출신 학교
- 사가 현립 도스 고등학교

### 선수 경력
- 브리지스톤 타이어
- 주니치 드래건스(1961년~1968년)

### 지도자 경력
- 주니치 드래건스 2군 투수 코치(1973년~1980년)
- 주니치 드래건스 1군 투수 코치(1981년~1983년)
- 긴테쓰 버펄로스 1군 투수 코치(1988년~1989년)
- 후쿠오카 다이에 호크스 1군 투수 코치(1991년~1993년)
- 요코하마 베이스타스 1군 배터리 코치 겸 수석 코치(1997년)
- 요코하마 베이스타스 감독(1998년~2000년)
- 주니치 드래건스 1군 투수 코치(2012년)

### 수상·타이틀 경력

#### 타이틀
- 다승왕: 2회(1961년, 1962년)
- 최우수 평균 자책점: 1회(1961년)
- 최다 탈삼진(당시는 타이틀이 아님): 1회(1961년) ※센트럴 리그에서는 1991년부터 타이틀로 제정됨.

#### 수상
- 신인왕(1961년)
- 사와무라 에이지상: 1회(1961년)
- 베스트 나인: 1회(1961년)
- 일본 야구 전당 헌액자(2019년)

### 개인 기록
- 첫 등판·첫 승리: 1961년 4월 9일, 대 요미우리 자이언츠 2차전(고라쿠엔 구장)
- 시즌 최다 투구 이닝: 429.1(1961년, 센트럴 리그 기록)
- 신인 기록(1961년)
  - 승수: 35승
  - 완봉 승수: 12승(하야시 야스오와 타이)
  - 무볼넷 완투 경기수: 8경기
  - 탈삼진수: 310개
- 시즌 30승 이상: 2년 연속 2차례(1961년, 1962년)

※2년 연속은 센트럴 리그 기록이며 2차례는 스기시타 시게루, 가네다 마사이치와 나란히 센트럴 리그 타이 기록이다. 퍼시픽 리그, 단일 리그 시대를 포함하면 빅토르 스타루힌, 벳쇼 다케히코, 스기우라 다다시와 나란히 역대 3위 타이 기록.
- 올스타전 출장: 3회(1961년~1963년)

### 등번호
- 20(1961년~1968년)
- 64(1973년~1977년)
- 76(1978년~1983년)
- 70(1988년~1989년, 1991년~1993년)
- 72(1997년~2000년, 2012년)

### 연도별 투수 성적
| 연 도     | 소 속     | 등 판 | 선 발 | 완 투 | 완 봉 | 무 4 구 | 승 리 | 패 전 | 세 이 브 | 홀 드 | 승 률 | 타 자 | 이 닝  | 피 안 타 | 피 홈 런 | 볼 넷 | 고 4 | 몸 맞 | 탈 삼 진 | 폭 투 | 보 크 | 실 점 | 자 책 점 | 평 자 책 | W H I P |
| --------- | --------- | ----- | ----- | ----- | ----- | ------- | ----- | ----- | -------- | ----- | ----- | ----- | ------ | -------- | -------- | ----- | ---- | ----- | -------- | ----- | ----- | ----- | -------- | -------- | ------- |
| 1961년    | 주니치    | 69    | 44    | 32    | 12    | 8       | 35    | 19    | --       | --    | .648  | 1645  | 429.1  | 321      | 20       | 70    | 8    | 3     | 310      | 3     | 1     | 97    | 81       | 1.70     | 0.91    |
| 1962년    | 주니치    | 61    | 39    | 23    | 6     | 3       | 30    | 17    | --       | --    | .638  | 1421  | 362.1  | 307      | 26       | 69    | 2    | 3     | 212      | 5     | 0     | 108   | 94       | 2.33     | 1.04    |
| 1963년    | 주니치    | 45    | 31    | 9     | 0     | 1       | 10    | 12    | --       | --    | .455  | 922   | 220.2  | 205      | 29       | 79    | 2    | 4     | 88       | 1     | 1     | 105   | 94       | 3.83     | 1.29    |
| 1964년    | 주니치    | 26    | 16    | 3     | 0     | 1       | 6     | 11    | --       | --    | .353  | 458   | 105.1  | 105      | 12       | 45    | 1    | 3     | 47       | 4     | 0     | 53    | 49       | 4.19     | 1.42    |
| 1968년    | 주니치    | 9     | 1     | 0     | 0     | 0       | 1     | 1     | --       | --    | .500  | 95    | 18.1   | 32       | 5        | 11    | 0    | 2     | 10       | 0     | 0     | 23    | 22       | 10.80    | 2.35    |
| 통산: 5년 | 통산: 5년 | 210   | 131   | 67    | 18    | 13      | 82    | 60    | --       | --    | .577  | 4541  | 1136.0 | 970      | 92       | 274   | 13   | 15    | 667      | 13    | 2     | 386   | 340      | 2.69     | 1.10    |

- 굵은 글씨는 시즌 최고 성적.

### 연도별 타격 성적
| 연 도     | 소 속     | 경 기 | 타 석 | 타 수 | 득 점 | 안 타 | 2 루 타 | 3 루 타 | 홈 런 | 루 타 | 타 점 | 도 루 | 도 루 자 | 희 생 번 | 희 생 플 | 볼 넷 | 고 4 | 사 구 | 삼 진 | 병 살 타 | 타 율 | 출 루 율 | 장 타 율 | O P S |
| --------- | --------- | ----- | ----- | ----- | ----- | ----- | ------- | ------- | ----- | ----- | ----- | ----- | -------- | -------- | -------- | ----- | ---- | ----- | ----- | -------- | ----- | -------- | -------- | ----- |
| 1961년    | 주니치    | 70    | 163   | 144   | 18    | 31    | 7       | 0       | 1     | 41    | 8     | 1     | 0        | 13       | 0        | 6     | 0    | 0     | 24    | 4        | .215  | .247     | .285     | .531  |
| 1962년    | 주니치    | 61    | 130   | 117   | 10    | 25    | 5       | 0       | 4     | 42    | 13    | 0     | 0        | 8        | 1        | 4     | 0    | 0     | 19    | 3        | .214  | .238     | .359     | .597  |
| 1963년    | 주니치    | 49    | 83    | 76    | 8     | 18    | 5       | 0       | 3     | 32    | 8     | 0     | 0        | 3        | 0        | 4     | 0    | 0     | 12    | 2        | .237  | .275     | .421     | .696  |
| 1964년    | 주니치    | 29    | 39    | 38    | 3     | 7     | 2       | 0       | 1     | 12    | 4     | 0     | 0        | 0        | 0        | 1     | 0    | 0     | 5     | 1        | .184  | .205     | .316     | .521  |
| 1965년    | 주니치    | 81    | 212   | 196   | 28    | 39    | 11      | 0       | 3     | 59    | 18    | 3     | 3        | 2        | 0        | 14    | 0    | 0     | 24    | 3        | .199  | .252     | .301     | .553  |
| 1966년    | 주니치    | 74    | 198   | 179   | 17    | 32    | 7       | 1       | 1     | 44    | 7     | 2     | 5        | 4        | 1        | 12    | 0    | 2     | 28    | 0        | .179  | .237     | .246     | .483  |
| 1967년    | 주니치    | 107   | 331   | 288   | 34    | 62    | 8       | 3       | 5     | 91    | 27    | 6     | 6        | 26       | 4        | 11    | 0    | 2     | 50    | 3        | .215  | .246     | .316     | .562  |
| 1968년    | 주니치    | 12    | 3     | 3     | 1     | 0     | 0       | 0       | 0     | 0     | 0     | 0     | 0        | 0        | 0        | 0     | 0    | 0     | 1     | 1        | .000  | .000     | .000     | .000  |
| 통산: 8년 | 통산: 8년 | 483   | 1159  | 1041  | 119   | 214   | 45      | 4       | 18    | 321   | 85    | 12    | 14       | 56       | 6        | 52    | 0    | 4     | 163   | 17       | .206  | .245     | .308     | .553  |

- 굵은 글씨는 시즌 최고 성적.

### 연도별 감독 성적
| 연도      | 소속      | 순위      | 경기 | 승리 | 패전 | 무승부 | 승률 | 승차         | 팀 홈런      | 팀 타율      | 팀 평균자책점 | 연령         |
| --------- | --------- | --------- | ---- | ---- | ---- | ------ | ---- | ------------ | ------------ | ------------ | ------------- | ------------ |
| 1998년    | 요코하마  | 1위       | 136  | 79   | 56   | 1      | .585 | -            | 100          | .277         | 3.49          | 60세         |
| 1999년    | 요코하마  | 3위       | 135  | 71   | 64   | 0      | .526 | 10.0         | 140          | .294         | 4.44          | 61세         |
| 2000년    | 요코하마  | 3위       | 136  | 69   | 66   | 1      | .511 | 9.0          | 103          | .277         | 3.92          | 62세         |
| 통산: 3년 | 통산: 3년 | 통산: 3년 | 407  | 219  | 186  | 2      | .541 | A클래스: 3회 | A클래스: 3회 | A클래스: 3회 | A클래스: 3회  | A클래스: 3회 |

- 순위에서 굵은 글씨는 일본 시리즈 우승.
- 1998년부터 2000년까지는 135경기제.

## 관련 정보

### 저서
- 《가르치지 않는 가르침(教えない教え)》(슈에이샤, 2010년 11월 17일) ISBN 9784087205671
- 《더 던지고 싶지는 않을까: 곤도 히로시로부터의 메시지(もっと投げたくはないか: 権藤博からのメッセージ)》(닛칸 스포츠 출판사, 2014년 10월) ISBN 9784817203250
- 《계투론 - 투수 교체의 비법(継投論　投手交代の極意)》(고사이도 출판, 2017년 12월) ISBN 9784331521281

### 관련 서적
- 《곤도 히로시 ‘이기는 관리 나의 방법’: 요코하마 베이스타스 38년 만의 일본 시리즈 우승!(権藤博「勝つ管理私の流儀」：横浜ベイスターズ38年ぶりの日本一！)》(나가타니 오사무 저, 쇼가쿠칸, 1999년 1월) ISBN 4093795428
- 《결단: 곤도 히로시와 히가시오 오사무의 1년(決断：権藤博と東尾修の1年)》(나가타니 오사무 저, 분게이슌주, 1999년 1월) ISBN 4163547606

### 주해
1. ↑  2017년에 주니치 감독으로 취임했던 모리 시게카즈가 62세로 기록을 경신했다.
2. ↑  다부치의 참모 역할을 맡았던 수석 코치인 구로다 마사히로는 곤도와 대립을 겪다가 1991년 시즌 끝으로 퇴단했다. 기이하게도 구로다는 훗날 곤도를 신랄하게 비판하는 노무라 가쓰야의 제자라고 할 수 있는 한 명에 해당한다.
3. ↑  구로다가 다이에를 퇴단한 이유는 다부치와의 불화설도 있어서 한신 편성부장 시절이던 2003년에 화해했다.
4. ↑  그 일례로 1번과 2번 타자를 주로 맡았던 이시이 다쿠로, 하루 도시오에게는 번트나 히트 앤드 런(치고달리기) 등과 같은 지시를 내리지 않고 노 사인으로 콤비플레이를 맡겼다는 것 등을 들 수 있다.

### 출전
1. 1 2 3 4 5 6 7 8 9  【球跡巡り・第58回】「権藤、権藤、雨、権藤」 伝説の右腕を育んだ 久留米ブリヂストン球場
2. ↑  “権藤博氏1月に野球殿堂入り　球数制限は反対、球児の気持ち最優先に”. 西日本スポーツ. 2019년 3월 24일. 2020년 4월 5일에 확인함.
3. ↑  《스포츠 20세기》, 베이스볼 매거진사, 2000년 7월, p.126
4. 1 2 3 4 5  日めくりプロ野球０９年５月 【５月30日】1961年(昭36)　いつでも投げます　走ります！新人権藤博、早くも10勝目 - 스포츠 닛폰
5. ↑  《도시 대항 야구 대회 60년사》 일본 야구 연맹, 마이니치 신문사(1990년)
6. 1 2 3  《베이스볼 매거진, 2013년 9월호, ‘황금 루키 초상 - 투수 천하 시대에 나타난 슈퍼 루키 곤도 히로시 인터뷰’》. 베이스볼 매거진사. 2013–9. 14 ~ 17쪽.
7. ↑  “【焦土からのプレーボール　濃人渉物語（3）】勝利への執念 伝説の采配 「権藤、権藤”. 산케이 뉴스. 2015년 8월 12일. 2017년 7월 2일에 확인함.
8. 1 2  『週刊文春』2010年10月14日号　新・家の履歴書　権藤　博
9. ↑  『豪球列伝-プロ野球不滅のヒーローたち』46頁
10. ↑  연도별 성적 - 1961년 센트럴 리그 - 일본 야구 기구 홈페이지
11. ↑  310三振の権藤博氏が一つも奪えず 長嶋茂雄の打撃技術語る
12. ↑  “歴代最高記録 投球回 【シーズン記録】”. 일본 야구 기구. 2021년 3월 16일에 확인함.
13. ↑  “【レジェンドたちの証言】「権藤、権藤、雨、権藤…」1日に2勝　権藤博氏 1961年10月8日、新人で35勝目”. 산케이 뉴스. 2014년 11월 2일. 2017년 6월 6일에 원본 문서에서 보존된 문서. 2017년 7월 2일에 확인함.
14. 1 2  《일본 프로 야구 앙천전설 199연발!》(베이스볼 매거진사, 2014년 10월) p.19
15. 1 2  『豪球列伝-プロ野球不滅のヒーローたち』47頁
16. ↑  연도별 성적 - 1962년 센트럴 리그 - 일본 야구 기구 홈페이지
17. 1 2 3 4 5 6 7 8  《더 던지고 싶지는 않을까: 곤도 히로시로부터의 메시지》, 닛칸 스포츠 출판사, 2014년, p.87-93
18. ↑  기마타 다쓰히코 저 《The·포수: 내가 만난 감독·선수들》, 주니치 신문사, 2011년, p.219
19. ↑  Sports Graphic Number, 125호
20. ↑  《ベースボールマガジン2022年 6 月号、横浜ベイスターズ盛衰記、SPECIAL INTERVIEW。権藤博「いい選手が揃っていたから」》. ベースボール・マガジン社. 10–13쪽.
21. 1 2 3 4 5 6 7 8  《더 던지고 싶지는 않을까: 곤도 히로시로부터의 메시지》, p.94-96
22. ↑  읽는 야구 -9회 승부- No.8, 2015년, 슈후노토모샤, p.116
23. ↑  「革命捕手」中尾孝義が見たプロ野球　入団2年目にセ捕手初のMVP その年の大洋戦の大逆転負けが正捕手定着の契機に - 닛칸 겐다이, 2022년 1월 18일 확인
24. 1 2  《더 던지고 싶지는 않을까: 곤도 히로시로부터의 메시지》, p105-106
25. ↑  읽는 야구 -9회 승부- No.8, 2015년, 슈후노토모샤, p.117
26. 1 2 3 4  《더 던지고 싶지는 않을까: 곤도 히로시로부터의 메시지》, p109-110
27. ↑  権藤博氏　信念ぶつけ合った仰木監督との確執／連載 - 닛칸 스포츠, 2018년 11월 30일
28. ↑  《더 던지고 싶지는 않을까: 곤도 히로시로부터의 메시지》, 닛칸 스포츠 출판사, 2014년, p.160
29. ↑  연도별 성적 - 1991년 퍼시픽 리그 - 일본 야구 기구 홈페이지
30. ↑  연도별 성적 - 1992년 퍼시픽 리그 - 일본 야구 기구 홈페이지
31. ↑  연도별 성적 - 1993년 퍼시픽 리그 - 일본 야구 기구 홈페이지
32. ↑  《호크스 규슈 20년사: 1989 ~ 2008》(B·B MOOK 553 스포츠 시리즈 NO.427), 베이스볼 매거진사, 2008년, p.29
33. ↑  읽는 야구 -9회 승부- No.8, 2015년, 슈후노토모샤, p.118
34. 1 2 3  《ベースボールマガジン2022年 6 月号、横浜ベイスターズ盛衰記、歴代監督の肖像》. ベースボール・マガジン社. 35–36쪽.
35. 1 2 3 4 5 6  《ベースボールマガジン2022年 6 月号、横浜ベイスターズ盛衰記SPECIAL INTERVIEW。権藤博「いい選手が揃っていたから」》. ベースボール・マガジン社. 10–13쪽.
36. ↑  横浜ベイスターズ盛衰記、39頁
37. ↑  週刊ベースボール2010年11月15日号、惜別求人、福盛和男、105頁
38. ↑  “権藤博は大魔神・佐々木主浩につなぐまでの「中継ぎローテーション」を確立し、横浜を38年ぶり日本一へと導いた (2ページ目)”. スポーツナビ. 2024년 11월 21일. 2025년 4월 11일에 확인함.
39. ↑  横浜ベイスターズ盛衰記、27頁
40. 1 2 3 4  《ベースボールマガジン2022年 6 月号、横浜ベイスターズ盛衰記、横浜ベイスターズクロニクル、1998-2002、権藤・森時代》. ベースボール・マガジン社. 40–41쪽.
41. ↑  ‘유유자적한 야구론(곤도 히로시), 다카기 신임 감독과 나, 70대 콤비가 이끄는 다음 시즌의 주니치는 …(悠々球論（権藤博）、高木新監督と私、70歳代コンビが率いる来季の中日は…)’ - 니혼케이자이 신문, 2011년 10월 17일자
42. ↑  “中日ドラゴンズ 公式サイト - ドラゴンズニュース　★来季のコーチングスタッフについて”. 《dragons.jp》. 2021년 1월 16일에 원본 문서에서 보존된 문서. 2020년 12월 17일에 확인함.
43. ↑  “中日ドラゴンズ 公式サイト - ドラゴンズニュース　★高木新監督と新コーチ陣就任会見”. 《dragons.jp》. 2019년 5월 15일에 원본 문서에서 보존된 문서. 2020년 12월 17일에 확인함.
44. ↑  “【中日】権藤氏、宇野氏ら新コーチ陣発表 - プロ野球ニュース”. 《nikkansports.com》 (일본어). 2020년 12월 17일에 확인함.
45. ↑  “中日ドラゴンズ 公式サイト - ドラゴンズニュース　★権藤投手コーチが退団”. 《dragons.jp》. 2023년 4월 24일에 원본 문서에서 보존된 문서. 2020년 12월 17일에 확인함.
46. ↑  【中日】権藤コーチ退団 - 닛칸 스포츠, 2012년 10월 24일자
47. ↑  侍ジャパン強化試合「日本vsチャイニーズ・タイペイ」コーチングスタッフ発表！ - 사무라이 재팬 공식 홈페이지, 2016년 1월 28일
48. ↑  【DeNA】98年日本一監督85歳権藤博氏がノーバン始球式でエール「横浜らしい迫力の打線で」 - プロ野球 : 日刊スポーツ
49. ↑  85歳とは思えぬ「ノーバウンドって」　球場騒然の一投が「健在ぶりに脱帽」 | Full-Count
50. ↑  《가르치지 않는 가르침》(슈에이샤), 2010년, p.17
51. ↑  《가르치지 않는 가르침》(슈에이샤), 2010년, p.16
52. ↑  분슌 비주얼 문고 《히어로 열전》
53. ↑  《프로 야구 역대 감독의 ‘용병술과 인간의 의지력’》, 다카라지마샤, 2012년, p.44-45
54. ↑  『最高のコーチは、教えない。』（2018年11月、ディスカヴァー・トゥエンティワン、ISBN 978-4-7993-2385-4）p97
55. ↑  《슈칸 베이스볼》, 2013년 5월 20일, p.21
56. ↑  ‘誘われても断ることができる先輩とつき合うこと。プロ野球に関わって35年、平沼定晴さんの根尾への金言’ - 주고쿠 신문
57. 1 2  별책 다카라지마 420 《프로 야구 뒷쪽 읽기 독본》(다카라지마샤), p.8-17
58. ↑  【権藤博】中4日100球で、投手は20勝できる！【悠々球論】 野球原点 2022/11/13 (2024年5月8日閲覧)
59. ↑  《【権藤博】高木守道との秘蔵エピソード【悠々球論】》. 《YouTube》 (野球原点). 2022년 8월 25일. 2023년 8월 1일에 확인함.
60. ↑  나가타니 오사무 저 《호시노 센이치 ‘싸움’의 방정식 - 정상을 목표로 향하는 남자의 ‘인생 철학’》(분코긴가도), 2018년, p.126-127
61. ↑  아카사카 에이이치, ‘Sports Graphic Number’790, 분게이슌주, p.36
62. ↑  오기 아키라 저 《타오르는 승리》, 각슈켄큐샤, 1990년 3월, ISBN 978-4051045821, p.207
63. ↑  “プロ野球「師弟の絆」裏物語　第３回　谷繁元信と権藤博の「一意奮闘」（４）”. Asagei+(도쿠마 쇼텐). 2012년 9월 18일. 2017년 9월 11일에 원본 문서에서 보존된 문서. 2017년 9월 11일에 확인함.
64. ↑  “高木監督、権藤コーチと緊急会談”. 스포츠 닛폰. 2012년 7월 3일. 2017년 12월 4일에 확인함.
65. ↑  《가르치지 않는 가르침》, 슈에이샤, 2010년, p.189
66. ↑  わずか1年で退団することになった　中日 権藤投手コーチを直撃 보관됨 2012-11-06 - 웨이백 머신 - 겐다이넷
67. ↑  《에나쓰 유타카의 아우트로 야구론》721회, 주간 플레이보이, 2012년 10월 22일자
68. ↑  《에나쓰 유타카의 아우트로 야구론》721회, 주간 플레이보이, 2012년 11월 12일자
69. ↑  연재 칼럼 《체인지업》, 니혼케이자이 신문, 2012년 10월 25일
70. ↑  나가타니 오사무(Sports Graphic Number 816호), ‘「悔いはない」と退団した、73歳、権藤博の“性分”。～中日でも起きた指揮官との衝突～’ - 분게이슌주
71. ↑  中日・権藤コーチ、1年で退団の必然 - 니혼케이자이 신문
72. ↑  “プロ野球「師弟の絆」裏物語　第３回　谷繁元信と権藤博の「一意奮闘」2”. Asagei+(도쿠마 쇼텐). 2012년 9월 18일. 2015년 12월 24일에 원본 문서에서 보존된 문서. 2017년 6월 10일에 확인함.
73. ↑  “1998年の横浜優勝時の権藤監督が実践した「三無主義」とは”. News 포스트세븐. 2014년 5월 27일. 2017년 6월 10일에 확인함.
74. 1 2 3  相鉄瓦版、第251号、2018年、4月号、特集「ほめる」ってどうですか？、選手を導くために、野球評論家、山下大輔、6－13頁
75. ↑  星野和明 (2019년 1월 16일). “「権藤ポーズ」の秘密…98年横浜担当記者が見た”. 스포츠 호치. 2025년 2월 25일에 확인함.
76. ↑  “大矢明彦でも、森祇晶でもない…齋藤隆が“恩師”だと振り返る横浜ベイスターズ時代の監督とは？ 「マウンドで何をすべきかをシンプルに教えてくれたのはただ一人」『37歳で日本人最速投手になれた理由～これからの日本野球～』より #3”. 文春オンライン. 2025년 4월 11일에 확인함.
77. ↑  “監督も選手も個性を　権藤氏・古田氏が対談（後編）”. 니혼케이자이 신문. 2016년 11월 2일. 2017년 6월 10일에 확인함.
78. ↑  《【裏話】権藤監督がほぼピッチングコーチだった件w【遠藤一彦】》. 《YouTube》 (野球原点). 2023년 5월 5일. 2023년 8월 1일에 확인함.
79. ↑  “監督も選手も個性を　権藤氏・古田氏が対談（前編）”. 니혼케이자이 신문. 2016년 11월 1일. 2017년 6월 10일에 확인함.
80. ↑  神田洋 (2020년 5월 2일). “松井秀喜氏を苦笑させた「横浜のマシンガン打線による12-13x大逆転劇」”. 文春オンライン. 2020년 5월 2일에 확인함.
81. ↑  ‘権藤博の「奔放主義」’ - 닛칸 겐다이, 2017년 1월 6일
82. ↑  谷繁元信コラム  「権藤さんはチームを“ブラック企業”にさせなかった」 - 슈칸 베이스볼 온라인, 2018년 6월 28일
83. ↑  다카하시 야스유키 저, 《네모토 리쿠오전》(슈에이샤, 2016년), p.304 ISBN 9784087807998
84. 1 2  
“日本にもいた「バントの嫌いな監督」　日米野球比較”. 日本経済新聞電子版. 2016년 3월 7일에 확인함.
85. ↑  “権藤博「セの采配は“緻密”ではなく“怯懦”」”. 日刊ゲンダイ電子版. 2016년 3월 7일에 확인함.
86. ↑  《프로 야구 역대 감독의 ‘용병술과 인간의 의지력’》, 다카라지마샤, 2012년, p.79
87. 1 2  “あと30本 駒田徳広 職場放棄「2軍でも何でもいいや!」”. Sponichi Annex. 2000년 6월 18일. 2013년 9월 13일에 확인함.
88. 1 2  “【私の失敗（４）】駒田徳広、権藤監督と確執…代打出され試合中に帰宅”. 《サンスポ》 (일본어). 2015년 7월 13일. 2023년 12월 18일에 확인함.
89. ↑  “亡くなった野村克也さんが、最後まで嫌った「8人の男たち」”. Smart FLASH. 2020년 2월 21일. 2020년 2월 28일에 확인함.
90. ↑  “プロ野球「師弟の絆」裏物語　第３回　谷繁元信と権藤博の「一意奮闘」3”. Asagei+（徳間書店）. 2012년 9월 18일. 2025년 1월 26일에 확인함.
91. 1 2  노무라 가쓰야 (2014년). 《프로 야구 최강의 에이스는 누군가?》 [プロ野球 最強のエースは誰か?]. 사이즈샤. 203-206쪽. ISBN 9784801300231.
92. ↑  “権藤博氏「野村さんのすごさは人材を見極める眼力」”. 닛칸 스포츠. 2020년 2월 11일. 2020년 2월 28일에 확인함.
93. ↑  『豪球列伝-プロ野球不滅のヒーローたち』45頁
94. ↑  【権藤博】権藤が選ぶ、歴代最強の3投手！【悠々球論】 野球原点 2022/09/01 (2024年5月8日閲覧)
95. ↑  【権藤博】藤浪晋太郎の再生の仕方【悠々球論】 野球原点 2022/08/14 (2024年5月8日閲覧)
96. 1 2  よみがえる1958-69年のプロ野球 別冊ベースボール Part4 1961年編（ベースボール・マガジン社、2023年8月刊）p.8 - 10『鉄腕の時代 case.01 権藤博』
97. ↑  『週刊文春』2010年10月14日号 新・家の履歴書 権藤博
98. ↑  “관련 내용”. 2014년 8월 26일에 원본 문서에서 보존된 문서. 2014년 8월 22일에 확인함.
99. ↑  Part3 ノーコンピッチャーはフリーバッティングに投げろ！下柳もエモトも良くなった？アウトロー（？）の2人には共通点がいっぱい。 - YouTube

## 참고 문헌
- 《豪球列伝-プロ野球不滅のヒーローたち》 [호구 열전 - 프로 야구 불멸의 영웅들]. 분슌분코 비주얼판. 분게이슌주. 1986.